# Eau produite

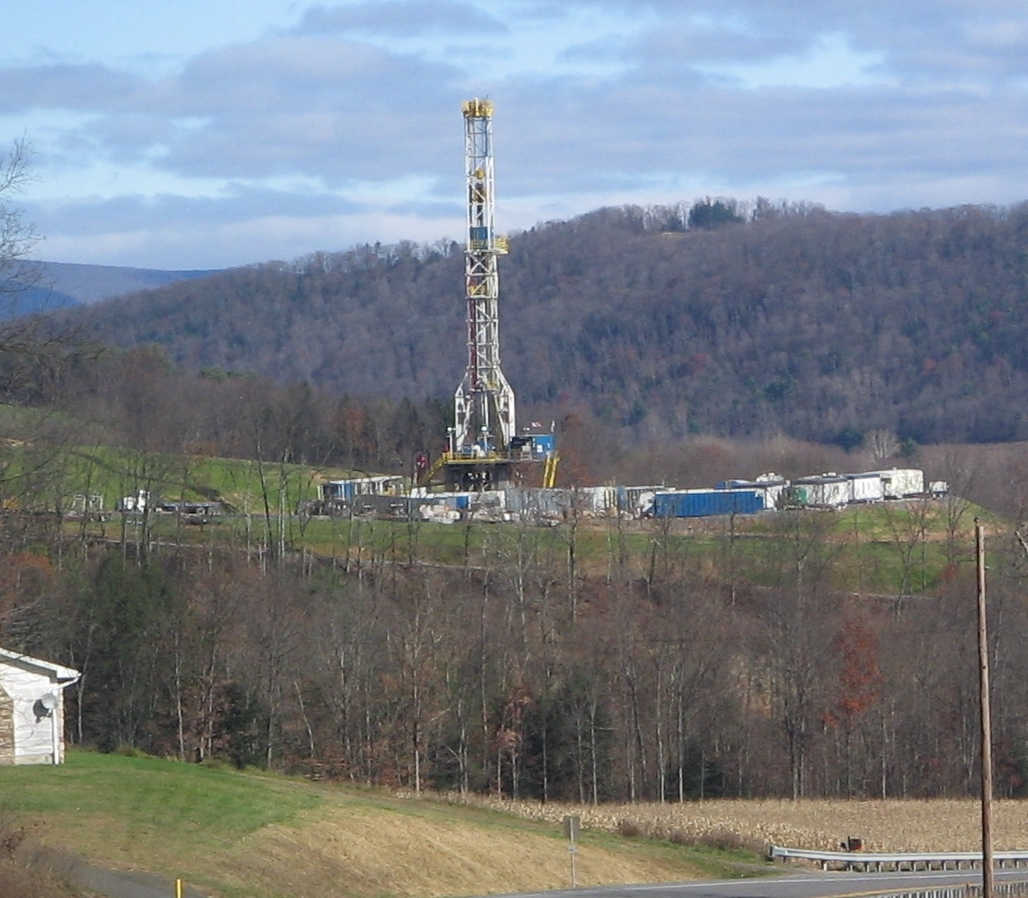
Un puits de gaz de schiste en Pennsylvanie.

L’eau produite (produced water en anglais) est un terme utilisé dans l’industrie pétrolière pour décrire l’eau comme sous-produit de la production de pétrole et de gaz. Les réservoirs de pétrole et de gaz comportent souvent de l’eau et des hydrocarbures, parfois dans une zone située sous les hydrocarbures et parfois dans la même zone que le pétrole et le gaz. 
Les puits de pétrole produisent parfois de grandes quantités d'eau avec le pétrole, tandis que les puits de gaz ont tendance à produire de l'eau en moindre proportion.
Pour parvenir à une récupération maximale du pétrole, l'injection d'eau (Waterflooding) est souvent mise en œuvre, dans laquelle de l'eau est injectée dans les réservoirs afin de forcer le pétrole dans les puits de production. L'eau injectée finit par atteindre les puits de production et, par conséquent, au cours des dernières phases de l'inondation, la proportion d'eau produite (cut) par rapport à la production totale augmente.

## Qualité d'eau
La composition de l'eau varie largement d'un puits à l'autre et même au cours de la vie du même puits. 
Une grande partie de l'eau produite est une saumure et la plupart des formations résultent en solides dissous totaux (total dissolved solids) trop élevés et trop riches en métaux lourds, métalloïdes toxiques et radionucléïdes pour une réutilisation sans danger. Toute l'eau produite contient aussi des hydrocarbures et des solides en suspension. 
Une partie de l'eau produite contient beaucoup des métaux lourds et des traces de matières radioactives d'origine naturelle (Naturally occurring radioactive material - NORM), qui, avec le temps, déposent des dépôts radioactifs dans la tuyauterie du puits,. Les métaux trouvés dans l'eau produite comprennent zinc, plomb, thallium, manganèse, fer et baryum.

## Gestion de l'eau
Historiquement, l'eau produite était éliminée dans de grands bassins d'évaporation (evaporation ponds). Cependant, ceci est devenu une méthode d'élimination de plus en plus inacceptable du point de vue environnemental et social. L'eau produite est considérée comme un déchet industriel.
Les grandes options de gestion en matière de réutilisation sont l'injection directe, l'utilisation directe, non polluante, de l'eau non traitée ou le traitement conforme à une norme gouvernementale avant sa mise au rebut ou son distribution à des utilisateurs. Les exigences de traitement varient dans le monde entier. Aux États-Unis, ces normes sont émises par l’Environmental Protection Agency des États-Unis (EPA)  pour l’injection souterraine, et rejets dans les eaux de surface.  Bien que la réutilisation bénéfique pour l'eau potable et l'agriculture ait fait l'objet de recherches, l'industrie n'a pas adopté ces mesures en raison du coût, de la disponibilité de l'eau et de l'acceptation sociale[réf. nécessaire].
Les séparateurs par gravité (Gravity separators), les hydrocyclones, les coalesceurs à plaques (plate coalescers), la flottation des gaz dissous (dissolved gas flotation) et les filtres en coquilles (nut shell filters) sont quelques-unes des technologies utilisées dans le traitement des déchets à partir de l'eau produite.